# ویدنزاهل
ویدنزاهل (به آلمانی: Wiedensahl) یک منطقهٔ مسکونی در آلمان است که در شاومبورگ واقع شده‌است. ویدنزاهل ۱٬۰۵۸ نفر جمعیت دارد. خونه هاش گرونه نمی صرفه